# Сантали
Санта́ли (сантали ᱥᱟᱱᱛᱟᱞᱤ) — один из официальных языков Индии, некоторое количество носителей имеется также в Бангладеш, Непале и Бутане. На нём говорят санталы.

## Классификация
Относится к ветви мунда австроазиатских языков, вместе с очень близкими языками мундари и хо и рядом других малых языков образует подгруппу кхервари, а она, в свою очередь, вместе с языком корку объединяется в одну из двух главных ветвей мунда — северные мунда языки.

## Распространение
Крупнейший по числу носителей — по разным подсчётам от 5,8 до 6,5 миллионов — язык группы мунда и третий среди австроазиатских языков вообще, после вьетнамского и кхмерского. Среди языков Индии занимает 14-е место по численности.
Распространение: штаты Бихар, Джаркханд, Орисса и Западная Бенгалия, в штате Джаркханд имеет официальный статус (единственный из языков мунда, использующийся в Индии на официальном уровне). После восстания санталов в 1855—1856 гг. многие из них были выселены на чайные плантации в другие регионы Индии, и теперь на языке говорят также в группах сантальской диаспоры в Ассаме, Трипуре, Андаманских и Никобарских островах.

## Письменность
Первый алфавит для сантали был составлен британскими миссионерами в конце XIX века. Он содержал следующие буквы: a, ã, ạ, b, c, ch, d, ḍ, e, ẽ, g, h, i, ĩ, j, k, l, m, n, ń, ṅ, o, õ, p, p', r, ṛ, s, t, ť, ṭ, u, ũ, w, y, ', :.

## Фонология
14 гласных фонем (/i/, /e/, /ε/, /a/, /ɔ/, /o/, /u/, их назализованные соответствия /ε̃/, /ɔ̃/, /õ/ и др.), кроме того, имеется звук ə с неясным фонологическим статусом (аллофон /a/ или фонема с ограниченной дистрибуцией). Некоторые гласные произносятся с напряжённой фонацией. Дифтонгов нет, гласные, сочетаясь друг с другом в потоке речи, сохраняют статус слога. Есть слова с 6 гласными подряд, например kɔeaeae 'он его попросит'.
Выделяются ретрофлексные, абруптивные и придыхательные ряды согласных. Сочетания согласных в начале и исходе слова невозможны, но нередко встречаются в середине, например sendra 'охота'.

## Морфология
Морфологически относится к агглютинативному типу; обращает на себя внимание разнообразие видо-временной парадигмы, тесно скреплённой с переходностью, большое количество залогов и согласование глагола с пятью актантами — субъектом, прямым и косвенным объектом, бенефактивным адресатом и посессором объекта.

## Лексика
В лексике значительное влияние индоарийских языков, особенно бенгальского языка; индоарийского происхождения даже некоторые местоимения и все порядковые числительные.

## Культурный статус
Развит фольклор (издание сказок, собранное норвежским миссионером П. У. Боддингом, в 3 томах), в наибольшей степени из всех языков мунда используется как письменный (с колониального времени существует пресса, ведётся преподавание, издаются книги), однако процент грамотности среди санталов по-прежнему низкий (как, впрочем, и в Индии в целом) — по разным оценкам от 10 до 30 % носителей языка. Существуют варианты графики на основе деванагари, бенгальского письма и латиницы, в настоящее время заметное распространение получил оригинальный алфавит ол-чики, созданный в 1925 г. Ни одна из этих письменностей не получила решающего преобладания, на каждой из них выходит периодика и литература.

## Изучение
Первая грамматика сантали написана Филлипсом в 1852 г., первый словарь составлен Кэмпбеллом в 1866 г. В описании сантали и сборе текстов во второй половине XIX — начале XX в. большую роль сыграли норвежские миссионеры Ларс Ольсен Скрефсруд и Пауль Улаф Боддинг. В 1900—1920-е гг., помимо работ Боддинга, издан трёхтомный словарь Кэмпбелла, составлена грамматика Коула, данные сантали учитываются в обобщающих трудах — «Обзоре языков Индии» Грирсона, затем в 1930—1950-е годы — «Языках мира» Мейе и Коэна (статья Масперо), «Энциклопедии Мунда» Хоффмана. В 1964 выходит грамматика Макфейла.
В 1950—1970-е годы язык сантали изучается с точки зрения компаративистики (Х. Пиннов, Ю. К. Лекомцев), на него обращают пристальное внимание типологи (К. Масика, Л. Нойком — автор изданной в 2001 году в Мюнхене грамматики сантали, Г. Андерсон). Появляются лингвисты-санталы (прежде всего Ганеш Мурму).

## Википедия на языке сантали
Существует раздел Википедии на языке сантали («Википедия на языке сантали»), первая правка в нём была сделана в 200? году. По состоянию на 18:17 (UTC) 20 марта 2025 года раздел содержит 12 958 статей (общее число страниц — 27 590); в нём зарегистрировано 9093 участника, трое из них имеют статус администратора; 48 участников совершили какие-либо действия за последние 30 дней; общее число правок за время существования раздела составляет 167 197.